# 国際ローミング (イー・アクセス)
国際ローミング（こくさいローミング）はイー・アクセス（後のワイモバイル）の携帯電話における、日本国外での通話・通信サービスの名称。ここでは、便宜上、イー・アクセスの後継である、ソフトバンク株式会社のY!mobileブランドで「電話サービス（タイプ2）」ないしは「データ通信サービス」（40x番台までの端末）で契約している利用者向けのサービスについても併せて詳述する。

## 概要
イー・アクセスが提供する、海外ローミングサービス。
ただし、EMOBILE 4G-S契約及びY!mobileの電話サービスタイプ1契約あるいは同タイプ3契約の場合は、本サービスの対象外となり、ソフトバンクモバイルが提供する世界対応ケータイの利用形態に準じたものが提供される（タイプ3契約であってもPHS回線利用時は海外ではいずれも利用できない）。

### 利用可能国
| 音声利用可能国   | 57の国と地域  |
| SMS利用可能国    | 101の国・地域 |
| ウェブ利用可能国 | 51の国・地域  |
| ---------------- | ------------- |

## 料金
詳細は、国際ローミング:提供エリア・料金 - オプションサービス|イー・アクセスを参照。

## 対応機種
2013年8月現在、LTEネットワークへのローミングは提供されていない。
なお、EMOBILE 4G対応端末およびごく初期に発売された端末を除き、イー・アクセスの端末は原則SIMフリーとなっているため、渡航先のSIMカードを利用して利用することも可能（完全にSIMフリーとなる前に発売された端末でも、H11Tなどの海外利用のできない端末を除いて、日本国内の他オペレータのUIMカードを受け付けないだけで、海外のオペレータが発行したSIMカードであれば受付可能となっている）。
特記なきものは、3GはUMTS Bands 1、GSMはトライバンド対応。

### 音声端末

#### 3G/GSM対応
- H11LC
- H31IA
- S22HT
- S31HW
- S41HW
- S42HW
- S51SE…GSMクワッドバンド対応。
- GS01…GSMクワッドバンド対応。加えて、Bands 1/4/8/9（Bands 4はAWS（英語版）網）で利用可能。
- GS02
- GS03…GSMクワッドバンド対応。
- GL07S
- 302HW

#### GSM対応
- H11HW
- H12HW
- S11HT
- S21HT
- S31HT

### データ端末

#### 3G対応
- D11LC
- D12HW
- D21HW
- D22HW
- D23HW
- D24HW
- D25HW
- D31HW
- D32HW
- D41HW
- GP01
- GP02
- GD01
- GD03W
- GL01P
- GL02P
- GL03D
- GL04P
- GL05P
- GL06P
- GL09P…海外では、UMTS Bands 1/5が利用可能。
- GL10P…海外では、UMTS Bands 1/5が利用可能。
- 303HW
- 305ZT
- 401HW

#### 3G/GSM対応
- D12LC
- D21LC
- GP03…GSMクワッドバンド対応
- GL08D

## 他社でのサービス
- WORLD WING（NTTドコモ）
- グローバルパスポート（KDDI）
- 世界対応ケータイ（ソフトバンクモバイル）